# Качский Ранн
Ка́чский Ранн (гудж. કચ્છનું મોટું રણ) — солончаки на западе Индии (штат Гуджарат) и частично в Пакистане. Делится на две основные части: Большой Качский Ранн (северная часть) и Малый Качский Ранн (юго-восточная часть). Площадь составляет около 20 тыс. км². Высота — до 200 м над уровнем моря, отдельные возвышенности достигают 465 м. Во время летних муссонов затапливается морской водой, а также водами рек Банас, Луни и других. Данный район ранее был территорией моря, который стал участком суши в результате тектонических процессов.